# استوارت بیون (بازیکن فوتبال، زاده ۱۹۵۸)
استوارت بیون (انگلیسی: Stuart Beavon؛ زادهٔ ۳۰ نوامبر ۱۹۵۸) بازیکن فوتبال اهل بریتانیا است.
از باشگاه‌هایی که در آن بازی کرده‌است می‌توان به باشگاه فوتبال نوتس کانتی، باشگاه فوتبال نورث‌همپتون تاون، باشگاه فوتبال تاتنهام هاتسپر، و باشگاه فوتبال ردینگ اشاره کرد.